# Михаел Гжимек
Михаел Гжимек (на немски: Michael Grzimek, 12 април 1934 – 10 януари 1959) е германски биолог, посветил живота си в изучаване и спасяване на животните в Африка (по-специално Серенгети). Син е на известния немски учен Бернхард Гжимек. Загива при самолетна катастрофа на 10 януари 1959 г., по време на снимките на филма „Серенгети не бива да загине“.
Книгата и филма за Серенгети, които излизат след смъртта му, привличат силно общественото внимание върху съдбата на животинския свят в националния парк Серенгети. Филмът „Серенгети не бива да загине“ става първият немски филм, удостоен с Оскар.
Епитафията на гроба му в кратера Нгоронгоро гласи: „Той даде всичко, което имаше, дори живота си, за да защити дивите животни на Африка“.

## Галерия
- Личният самолет на Гжимек „Dornier Do 27“, с който той катастрофира
- Гробът на Михаел и неговият баща Бернхард

## Произведения

### Филми
- Kein Platz für wilde Tiere, 1956
- Serengeti darf nicht sterben (подготвена за екран след смъртта му от Бернхард Гжимек), 1959

### Книги
- Serengeti darf nicht sterben (посмъртна публикация, подготвена от Бернхард Гжимек), 1959